# Zsuzsa Koncz
A Zsuzsa Koncz című, 1972-ben az Amiga lemezcég által kiadott lemez Koncz Zsuzsa második német nyelvű, és az első NDK-ban megjelent lemeze. Két változatban került kiadásra, hanglemezen és kazettán. 1974-ben az NDK-ban kiadtak egy harmadik albumváltozatot is.

## Az album dalai
Az albumon a következő dalok találhatók:
A-oldal
1. Irgendwann bin auch ich verliebt (Valaki kell, hogy szeressen) (Illés Lajos-Bródy János-D. Schneider)  – 2:07
2. Sonntag (Utcák) (Schöck Ottó-S.Nagy István-G. Steineckert)
3. Der Wind (A szél) (Bródy János-A. A. Milne-Devecseri Gábor-D. Schneider)
4. Endlich, endlich (Végre, végre) (Lovas Róbert-Halmágyi Sándor-D. Schneider)
5. Sagenhaft grün (Zöldszeműsrác) (Payer András-S.Nagy István-D. Schneider)
6. Heute noch nicht (Korai még) (Bródy János-R.Burns-Kormos István-G. Steineckert)
7. Barbara (Bródy János-H. H. Reich-D. Schneider)

B-oldal
1. Er kann mir leid tun (Sajnálom szegényt) (Lovas Róbert-Szenes Iván-D. Schneider)
2. Farbstifte (Színes ceruzák) (Szörényi Levente-Bródy János-D. Schneider)
3. Ich weiß (Amikor) (Illés Lajos-Bródy János-J. Pippig)
4. Ich war die Frau Heinrichs VIII. (VIII. Hendrik felesége voltam) (Varannay István-S. Nagy István-W. Brandenstein)
5. Liebe braucht die Nacht zu zweit (Árván) (Schöck Ottó-S.Nagy István-G. Steineckert)
6. Ein altes Bild (Régi dal) (Szörényi Szabolcs-Bródy János-G. Steineckert)
7. Blumen blühen (Miért hagytuk, hogy így legyen) Illés Lajos-Bródy János-H. H. Reich-D. Schneider)

## Közreműködők
- Illés-együttes